# (541066) 2018 HX
(541066) 2018 HX es un asteroide que forma parte del cinturón interior de asteroides descubierto el 15 de enero de 2002 por el equipo del Lincoln Near-Earth Asteroid Research desde el Laboratorio Lincoln, Socorro, Nuevo México, Estados Unidos.

## Designación y nombre
Designado provisionalmente como 2018 HX.

## Características orbitales
2018 HX está situado a una distancia media del Sol de 1,887 ua, pudiendo alejarse hasta 2,043 ua y acercarse hasta 1,731 ua. Su excentricidad es 0,082 y la inclinación orbital 22,76 grados. Emplea 947,197 días en completar una órbita alrededor del Sol.

## Características físicas
La magnitud absoluta de 2018 HX es 17,5. 